# Blasphemers' Maledictions
Blasphemers' Maledictions – piąty album studyjny polskiej grupy muzycznej Azarath. Wydawnictwo ukazało się 29 czerwca 2011 roku nakładem Witching Hour Productions. Nagrania zostały zarejestrowane podczas siedmiotygodniowej sesji na przełomie stycznia i lutego oraz w kwietniu 2011 roku w białostockim Hertz Studio we współpracy z braćmi Wojciechem i Sławomirem Wiesławskimi. Była to także najdłuższa sesja nagraniowa zespołu. Muzykę do tekstów Marka "Necrosodoma" Lechowskiego napisali Zbigniew "Inferno" Promiński i Bartłomiej "Bart" Szudek. Promiński oprócz partii perkusji zarejestrował także część śladów gitar rytmicznych. Muzyk był także współproducentem Blasphemers' Maledictions. Okładkę i oprawę graficzną płyty przygotował Zbigniew Bielak znany m.in. ze współpracy z grupami Watain, Deströyer 666 i Slayer.

## Lista utworów
Opracowano na podstawie materiału źródłowego.
| Nr  | Tytuł utworu                           | Słowa      | Muzyka        | Długość |
| --- | -------------------------------------- | ---------- | ------------- | ------- |
| 1.  | „Arising the Black Flame” (a cappella) | Necrosodom |               | 00:04   |
| 2.  | „Supreme Reign of Tiamat”              | Necrosodom | Bart, Inferno | 03:58   |
| 3.  | „Crushing Hammer of the Antichrist”    | Necrosodom | Bart, Inferno | 04:00   |
| 4.  | „Firebreath of Blasphemy and Scorn”    | Necrosodom | Bart, Inferno | 04:15   |
| 5.  | „Behold the Satan's Sword”             | Necrosodom | Bart, Inferno | 03:46   |
| 6.  | „Under the Will of the Lord”           | Necrosodom | Bart, Inferno | 06:13   |
| 7.  | „The Abjection”                        | Necrosodom | Bart, Inferno | 04:24   |
| 8.  | „Deathstorms Raid the Earth”           | Necrosodom | Bart, Inferno | 04:28   |
| 9.  | „Lucifer's Rising”                     | Necrosodom | Bart, Inferno | 03:38   |
| 10. | „Holy Possession”                      | Necrosodom | Bart, Inferno | 04:16   |
| 11. | „Harvester of Flames”                  | Necrosodom | Bart, Inferno | 06:07   |
|     |                                        |            |               | 45:09   |

## Twórcy
Opracowano na podstawie materiału źródłowego.
| Zespół Azarath w składzie - Marek "Necrosodom" Lechowski – wokal, gitara prowadząca - Bartłomiej "Bart" Szudek – gitara rytmiczna, gitara prowadząca - Piotr "P." Ostrowski – gitara basowa - Zbigniew "Inferno" Promiński – perkusja, gitara rytmiczna, produkcja | Produkcja - Wojciech i Sławomir Wiesławscy – inżynieria, produkcja, miksowanie, mastering - Zbigniew Bielak – okładka, oprawa graficzna - Agnieszka Krysiuk – zdjęcia - Konrad Adam Mickiewicz – zdjęcia |

## Wydania
| Rok  | Nr katalogowy | Format                | Wydawca                   | Region        | Źródło |
| ---- | ------------- | --------------------- | ------------------------- | ------------- | ------ |
| 2011 | EVIL666       | CD, Album, Dig        | Witching Hour Productions | Polska/Europa | [ 8 ]  |
| 2011 | EVIL666       | 12", Ltd, Num         | Witching Hour Productions | Polska/Europa | [ 8 ]  |
| 2011 | EVIL666       | CD, Album, Promo, Car | Witching Hour Productions | Polska/Europa | [ 8 ]  |
| 2011 | EVIL666       | LP, Ltd, Num, Gol     | Witching Hour Productions | Polska/Europa | [ 8 ]  |
| 2012 | EVIL666       | CD, Album, RE         | Witching Hour Productions | Polska/Europa | [ 8 ]  |